# 柳良平
柳 良平（やなぎ りょうへい、1962年7月6日 - ）は、日本の会計学者、経営学者。早稲田大学大学院 会計研究科 客員教授。
ほか、M&G Investments Japan 副社長。アビームコンサルティング株式会社エグゼクティブアドバイザー。製薬会社 エーザイ株式会社の元専務執行役 CFO（最高財務責任者）。
専門分野は、財務会計、財務分析、インベスター・リレーションズ（資本市場論）、コーポレート・ファイナンス（経営財務論）、コーポレート・ガバナンス、戦略的管理会計、ESGと企業価値の関係論、企業のCFO論。

## 人物
早稲田大学商学部卒業後、米国サンダーバード国際経営大学院にてMBA (with distinction) 及び京都大学にて博士号（経済学）を取得。
米国公認管理会計士（USCMA）、米国公認財務管理士（USCFM）、通訳案内士(英語)の資格取得。
公職として、東証上場制度整備懇談会委員、経産省「伊藤レポート」執筆委員、日本IR学会理事、日本管理会計学会常務理事、米国公認管理会計士協会（IMA）常任理事、日本生産性本部「経営財務コース」委員長, G7 Impact Taskforce working group A 委員（英国政府）等を歴任。
ケンブリッジ大学（2017年）、ニューヨーク大学（2018年, 2020年）、ハーバード大学（2019年）等、国内外大学、セミナーで講演。

## 略歴

### 学歴
- 1981年3月 埼玉県立浦和高等学校卒業
- 1985年3月 早稲田大学商学部卒業（管理会計：青木茂男ゼミ）
- 1989年12月 Thunderbird Graduate School of Global Management (MBA with Distinction 表彰) 修了
- 2014年1月 京都大学大学院経済学研究科 博士（経済学）の学位を取得

### 職歴
- 1985年4月 株式会社埼玉銀行（あさひ銀行、現りそな銀行）入社、国際企画部、ニューヨーク支店課長（NY駐在期間6年間）、本店営業部次長、荻窪支店支店長等
- 2003年10月 エーザイ株式会社入社、IRグループ課長、財務部長
- 2007年4月 UBS証券会社入社、エクゼクティブディレクター
- 2008年4月 早稲田大学大学院会計研究科 非常勤講師（18/3まで）
- 2009年9月 エーザイ株式会社再入社、IR部長
- 2010年4月 早稲田大学大学院商学研究科 非常勤講師（15/3まで）
- 2013年4月 エーザイ執行役Deputy CFO & Chief IR Officer ＊会社法上の「役員」として登記（現任）
- 2015年6月 エーザイ常務執行役CFO最高財務責任者
- 2017年4月 東洋大学国際学部客員教授（19/3まで）
- 2018年4月 早稲田大学大学院会計研究科 客員教授（現任） （*2021年度 休講）
- 2019年4月 日本生産性本部 経営アカデミー「経営財務コース」委員長（任期2022年3月）
- 2019年6月 エーザイ専務執行役CFO最高財務責任者（2022年6月17日まで）
- 2021年4月 早稲田大学会計・ESG講座 (https://www.waseda.jp/fcom/gsa/news/4505 ) プログラム・コーディネーター/共同責任者(25/2まで)
- 2022年6月 エーザイ シニアアドバイザー(25/3まで)
- 2022年7月 アビームコンサルティング株式会社エグゼクティブアドバイザー(現任)
- 2022年10月 M&G Investments Japan 副社長(現任)
- 2023年6月 ツムラ社外取締役(25/6まで)

## 公職
- 東証 上場制度整備懇談会ディスクロージャー部会委員（2009年10月-）
- 日本証券経済研究所業績予想研究会委員（2010年10月-2011年7月）
- 経済産業省「持続的な企業価値創造に資する非財務情報開示のあり方に関する研究会」委員（2011年11月-2012年3月）
- 経済産業省企業報告研究会企画委員（2012年7月-2017年3月）
- 経済産業省「伊藤レポート」委員（2013年7月-2014年8月）
- 東証 上場制度整備懇談会委員（2015年11月-）
- 日本生産性本部 経営アカデミー 経営財務コース委員長（2019年4月-任期2023年3月）
- G7 Impact Task Force working group A member （G7議長国：英国政府） G7 Impact Taskforce announces membership - G7 Impact Taskforce announces membership - GSG (gsgii.org)（2021年8月ー任期2021年12月）

## 政府委員としての報告書参加
- 2010年3月24日 上場制度整備懇談会ディスクロージャー部会報告 ― 四半期決算に係る適時開示、国際会計基準（IFRS）の任意適用を踏まえた上場諸制度のあり方について ―
- 2011年7月29日 日本証券経済研究所報告 ― 業績予想開示の在り方検討研究会報告書 ―（菅直人政権の「新成長戦略」に係る諮問委員）＊自著『日本型脱予算経営』が参考文献
- 2012年3月 経済産業省報告 ― 平成23年度総合調査研究 持続的な企業価値創造に資する非財務情報開示のあり方に関する調査報告書 ―＊自著『企業価値最大化の財務戦略』『管理会計の改善マニュアル』『日本型脱予算経営』が参考文献
- 2014年8月 経済産業省「持続的成長への競争力とインセンティブ ー 企業と投資家の望ましい関係構築 ―（伊藤レポート最終報告書）」＊自著『Equity Spreadの開示と対話の提言（企業会計）』『企業価値評価向上の為の財務＆IR/SR戦略（中央経済社）』が参考文献
- 2021年12月 G7 Impact Task Force Report Workstream A の英国政府あて報告書で、柳モデルとエーザイの従業員インパクト会計が採択

## 学会活動
- 米国公認管理会計士協会（IMA）日本支部常任理事（正会員2000年10月-2023年10月）（常任理事2007年6月-2022年6月）
- 日本インベスター・リレーション学会理事（正会員2009年1月-2024年10月）（理事2012年3月-2024年10月）
- 日本管理会計学会常務理事（正会員2014年4月-2023年3月）（常務理事2014年4月-2020年3月）
- International Corporate Governance Network （ICGN:国際コーポレートガバナンス連盟）
- Disclosure & Transparency Committee有識者会議委員（正会員2017年1月-2019年1月）（有識者会議委員2017年10月-2019年1月）

## 受賞
- 2017年度春学期早稲田大学ティーチングアワード総長賞受賞（2018年2月8日大隈会館にて鎌田総長より受賞。全学全教員で8名）。
- Institutional Investor誌の機関投資家投票でヘルスケアセクターのCFO第1位（The best CFO 2016, 2017, 2019, 2020, 2022）[8]、Forbes Japan誌のThe Best CFO Top10 （2016, 2017）に選出される。5回。
- 2023年度 早稲田大学ティーチングアワード総長賞受賞（2025年2月3日大隈会館にて田中愛治総長より受賞。全学部学科対象)
- 2025年1月 Forbes Japan 日本のインパクト100人に選出。インパクト100

## 著書

### 英文単著
- “Corporate Governance and Value Creation on Japan: Prescription for Boosting ROE". Springer. May 2018.＊証券アナリストジャーナル書評

### 編著
- 『ROE経営と見えない価値』（中央経済社 2017年3月）＊日本経済新聞書評 ＊証券アナリストジャーナル書評

### 単著
- 『企業価値最大化の財務戦略』（同友館 2009年5月）
- 『企業価値を高める管理会計の改善マニュアル』（中央経済社 2010年2月）
- 『日本型脱予算経営』（同友館 2011年2月）
- 『ＲＯＥ革命の財務戦略』（中央経済社 2015年9月）＊証券アナリストジャーナル書評
- 『CFOポリシー：財務・非財務戦略による価値創造』（中央経済社 2020年1月）＊証券アナリストジャーナル書評
- 『CFOポリシー：財務・非財務戦略による価値創造』第2版 ESG（中央経済社 2021年8月）
- 『CFOポリシー：財務・非財務戦略による価値創造』第3版 The Y Model（中央経済社 2023年3月）
- 『CFOポリシー：財務・非財務戦略による価値創造』第4版 The Y Model（中央経済社 2025年6月）

### 共著・分担執筆
- 『MBAアカウンティング ケーススタディ 戦略管理会計』第14章「財務戦略マップによる株主価値経営の実践」（辻正雄編著、中央経済社 2010年4月）
- 『コーポレート・ファイナンスの実務―投資家との対話と企業価値創造戦略』木村祐基氏との共著、第4章、第5章、第6章、第8章（中央経済社 2011年3月）＊証券アナリストジャーナル書評
- 『企業価値評価改善のための財務、IR・SR戦略』近藤一仁氏との共著、第1章、第2章、第3章、第4章（中央経済社 2013年2月）＊証券アナリストジャーナル書評
- 『ROE最貧国 日本を変える』共著、第5章、第6章「企業を動かす」（「山を動かす研究会」編、日本経済新聞出版社 2014年12月）＊日本経済新聞書評
- 『企業価値向上のための財務会計リテラシー』共著、第4章「コーポレートガバナンス改革と企業価値」、第6章「新時代のCFOの役割と財務戦略」（西川郁生編著、日本経済新聞出版社 2016年8月）＊証券アナリストジャーナル書評
- 『経営者のための実践コーポレートガバナンス入門』第5章「対談」（深澤寛晴著、東洋経済新報社 2017年4月）
- 『企業・投資家・証券アナリスト：価値向上のための対話』共著、第12章「企業側から見た投資家との「目的を持った対話」―非財務資本とエクイティ・スプレッドの同期化モデルに依拠した持続的な付加価値創造のパートナーを求めて」（日本証券アナリスト協会編、日本経済新聞出版社 2017年6月）
- 『ガバナンス改革 先を行く経営 先を行く投資家』共著（「山を動かす研究会」編、日本経済新聞出版社 2017年9月）
- 『ROE経営を超える企業価値創造』広木隆氏、井出真吾氏との共著、第2章、第3章、第6章（日本経済新聞出版社 2019年3月）＊日本経済新聞書評＊証券アナリストジャーナル書評
- 『コーポレート・ファイナンス講義』共著、第3回「3－4.企業金融を巡る動向 医薬品産業と事業戦略」（幸田博人編著、きんざい 2020年3月）
- 『プライベート・エクイティ投資の実践』共著、第5章「企業価値向上―財務・非財務戦略のポリシー」（幸田博人編著、中央経済社 2020年3月）
- 『経営改革の教室』共著、第8講「ステークホルダーの視点が企業を変える」（松田千恵子編著、中央経済社 2020年3月）
- 『SXの時代』共著、第10章「先進企業トップが語るSXの神髄」（坂野俊哉・磯貝友紀著、日経BP社、2021年4月）
- 『新キャピタリズム時代の企業と金融資本市場:変革』共著(野村資本市場研究所編、金融財政事情研究会、2022年11月)第六章担当:柳モデル
- 『PBR革命』(日経 BP, 2024年5月)第8章キーパーソンに聞く:柳良平(日本企業のESGの価値)

分担翻訳書
- 『米国銀行危機への対応』（R.B.ミラー著、橋本光憲監訳、東洋経済新報社 1990年）
- 『脱予算経営』（J.ホープ、R.フレイザー共著、清水孝監訳、生産性出版 2005年）
- 『実践ガイド バランスト・スコアカード経営』（P.ニーブン著、清水孝・長谷川恵一監訳、中央経済社 2007年）
- 『BSC戦略マネジメントハンドブック』（P.ニーブン著、清水孝監訳、中央経済社 2009年）

## 論文
共著英文論文
- ”Integrating Nonfinancials to create value”. Strategic Finance January 2018 (Nina Mickels-Kimとの共著) IMA (Institute of Management Accountants). January 2018.

- "Eisai’s ESG Investments" - Strategic Finance (sfmagazine.com) May 2021. (https://sfmagazine.com/post-entry/may-2021-eisais-esg-investments/) (Nina Mickels-Kimとの共著) IMA May 2021.

査読付き論文
共著論文：「日本企業におけるコーポレートガバナンスと保有現金価値の関係性 -平均的な企業の保有する現金の限界的価値の検証-」（2017年日本IR研究学会「インベスター・リレーションズ」第11号）＊上崎勲氏との共著
査読付き研究ノート
研究ノート：「配当政策とIR の在り方に係る一考察 ―株主価値最大化の観点から」（2013年日本IR研究学会「インベスター・リレーションズ」第7号）
主な学会誌・専門誌論文
- 「純資産配当率（DOE）の管理会計的利用」（中央経済社 企業会計2008 Vol.60 No.1）
- 「業績予想の脱予算経営的アプローチと強制的自主開示」（中央経済社 企業会計2011 Vol.63 No.11）
- 「最適資本構成に基づく最適配当政策」（2011年日本ディスクロージャー研究学会「現代ディスクロージャー」）
- 「業績予想の脱予算経営的アプローチと強制的自主開示」（2011年日本IR研究学会「インベスター・リレーションズ」第6号）
- 「Equity Spreadの開示と対話の提言」（中央経済社 企業会計2013 Vol60.No.1）
- 「2012年度の業績予想開示制度見直しに係る一考察」（野村アセットマネジメント ファンドマネジメント 2012年3月号）
- 「日本版ステュワードシップ・コードと資本効率に係る一考察」（2014年日本IR研究学会「インベスター・リレーションズ」第8号）
- 「最適資本構成に基づく最適配当政策の重要性―企業と投資家のダイコトミーの処方箋」（中央経済社企業会計2014 Vol.66 No.7）
- 「管理会計と日本企業の現金の価値-ディスカウント要因に係る定性的分析VBMの重要性」（メルコ管理会計研究2014年）
- 「企業と投資家の「目的を持った対話」と統合報告 ―エーザイの統合報告の事例」（中央経済社 企業会計2015 Vol.67 No.4）
- 「ROE向上へ向けた企業と投資家の望ましい関係：伊藤レポートを受けてー投資家サーベイの示唆とエクイティ・スプレッドの考察―」（証券アナリストジャーナル2015年6月号）
- 「コーポレートガバナンス・コードと『株主との対話』－投資家サーベイの示唆とエンゲージメント・アジェンダの提案」（2015年日本IR研究学会「インベスター・リレーションズ」第9号）
- 「エクイティ・スプレッドと価値創造に係る一考察」（目野氏、吉野氏との共著）（2015年資本市場研究会「月刊資本市場」7月号）
- 「コーポレートガバナンス・コードに係る投資家サーベイとエンゲージメント・アジェンダに係る一考察 ーエクイティ・スプレッドと非財務資本の同期化の検討ー」（2016年3月京都大学紀要「経済論叢」189巻第4号掲載）
- 「わが国ガバナンス改革はどう評価されたのか ー2016年グローバル投資家サーベイをもとにー」（中央経済社 企業会計2016 Vol.68 No.6）
- 「非財務資本とエクイティ・スプレッドの同期化モデルの考察」（目野氏、吉野氏との共著）（2016年資本市場研究会「月刊資本市場」11月号）
- 「KPIと予算の設定及び業績予想に関する研究 最終報告書」日本管理会計学会2015-2016年度産学共同研究（清水・矢内・柳の共著）
- 「世界の投資家は日本企業をどう見ているかー2017年グローバル投資家サーベイの示唆するもの」（中央経済社 企業会計2017 Vol.69 No.5）
- 「人的資本・知的資本と企業価値（PBR）の関係性の考察」（吉野貴晶氏との共著）（2017年資本市場研究会「月刊資本市場」10月号）
- 「ROE経営と見えない価値」を求める世界の投資家―2018年グローバル投資家サーベイの示唆―（中央経済社 企業会計2018 Vol.70 No.11）
- 「柳モデルの提言とNY州退職年金基金の事例」（山口絵理氏との共著）（2019年資本市場研究会「月刊資本市場」3月号）
- 「エクイティ・スプレッドを軸とした資本コスト経営」（中央経済社企業会計2019 Vol.71 No.8）
- 「柳モデルと自然資本のエビデンス」（伊藤桂一氏との共著）（2019年資本市場研究会「月刊資本市場」9月号）
- 「IIRC-PBRモデルとグローバル医薬品セクターのESG Materiality」（2019年資本市場研究会「月刊資本市場」11月号）
- [五輪後の新時代に求められるROESGによる価値創造-第34回日本証券アナリスト大会パネルディスカッション](2020年証券アナリストジャーナル1月号)
- 「ESGのKPIとPBRの価値関連性 ―エーザイの事例―」（2020年資本市場研究会「月刊資本市場」2月号）
- 「日本企業の価値創造に係る資本市場の視座 ?2020年グローバル投資家サーベイ結果?」（2020年資本市場研究会「月刊資本市場」6月号）http://www.camri.or.jp/files/libs/1488/202007080923343958.pdf
- 「ESGの見えざる価値を企業価値につなげる方法」（2020年12月10日 Harvard Business Review 2021(1))
- 「ESGのPBRへの遅延浸透効果と統合報告での開示」（杉森州平氏との共著）（2021年1月1日 中央経済社企業会計2021 Vol.73 No.2）
- 「ステークホルダー主義時代のアカウンタビリティ」『視点』(2021年1月30日 証券アナリストジャーナル2021 Vol.59 No.2)
- 「ESG会計の価値提案と開示」（2021年資本市場研究会「月刊資本市場」4月号）
- 「日本企業の価値創造に係る資本市場の視座 2021」（2021年資本市場研究会「月刊資本市場」7月号）
- 「従業員インパクト会計の統合報告書での開示」（2021年資本市場研究会「月刊資本市場」9月号）
- 「知的資本のPBRへの遅延浸透効果：アスタミューゼスコアと柳モデルの応用」（杉森州平氏との共著）（2022年資本市場研究会「月刊資本市場」2月号）
- 【座談会】「ソニー十時氏・エーザイ柳氏に聞く 「新しい資本主義」に求められるCFO像 十時裕樹×柳 良平×清水 孝」（2022年中央経済社「企業会計」6月号）
- 「ダイバーシティと企業価値の関係性：「柳モデル」と女性登用の実効性」（伊藤桂一氏との共著）（2022年資本市場研究会「月刊資本市場」5月号）
- 【インタビュー】ESGを企業価値に転換する：PBR2倍へ処方箋（前編）（後編）（2022年税務研究会「週刊経営財務」5月）西川郁生氏司会
- 「日本企業の価値創造に係る資本市場の視座の変遷: グローバル投資家サーベイ時系列分析2007-2022」(2022年資本市場研究会[月刊資本市場]7月号)
- ダイヤモンドオンライン連載2022

https://diamond.jp/ud/authors/62e087cf7765615843000000
ESGと企業価値をつなぐ柳モデル連載10回
- 「顧みられない熱帯病治療薬無償提供の製品インパクト会計」(2022年資本市場研究会[月刊資本市場]9月号) IWAI at HBS創設メンバーDavid Freiberg氏との共著

- 「柳モデルによるESGと企業価値の関連性の訴求」(2022年資本市場研究会[月刊資本市場]11月号)(杉森州平氏との共著)

- 「ESGのGと企業価値に係る一考察唆](2023年資本市場研究会[月刊資本市場]5月号)(伊藤桂一氏との共著)

- 「非財務資本の価値化でPBR2倍を訴求」(2023年金融ジャーナル社[月刊金融ジャーナル12月号])
- [非財務資本と長期的企業価値を繋ぐ柳モデルとインパクト加重会計の提案] (2024年日本公認会計士協会[会計・監査ジャーナル3月号])

・ 「柳モデルのTOPIX採用全銘柄への適用に係る実証研究の示唆](2024年資本市場研究会[月刊資本市場]7月号)(柳・長谷川・寺口・小松共著)
・ 「柳モデルとインパクト会計の最新事例](2024年資本市場研究会[月刊資本市場]11月号)(柳良平・今野愛美共著)

## 学会報告
- 2007年3月24日 日本管理会計学会第14回リサーチセミナー発表 於：青山学院大学
  - 「財務戦略マップFinancial Value Mappingについて」
- 2007年6月30日 日本管理会計学会2007年度第一回フォーラム発表 於：法政大学
  - 「DOE（純資産配当率）と管理会計」
- 2011年5月22日 日本ディスクロージャー研究学会第3回研究大会 於：法政大学
  - 統一論題「配当政策とディスクロージャーが企業評価に及ぼす影響」
  - 第3報告「最適資本構成に基づく最適配当政策に係る考察 ーバランスシートマネジメントと説明責任の視点からー」
- 2012年3月10日 日本IR研究学会 研究大会 於：青山学院大学
  - 自由論題「配当政策とIRに係る一考察」報告
- 2012年8月9日 日本経営分析学会第39回ディスクロージャー研究会議 於：東京大学伊藤国際研究センター（ディスクロージャー研究所）
  - 「業績予想開示制度の見直しと脱予算経営による改善」
- 2013年10月18日 日本価値創造ERM学会（川北英隆 京大教授会長）於：明治大学
  - 「価値型経営に係る一考察」
- 2014年4月26日 日本管理会計学会2014年度第一回フォーラム 於：早稲田大学
  - 統一論題『日本企業における企業価値創造経営』『企業と市場のダイコトミー緩和に向けた処方箋の理論と実践「企業価値評価」にフォーカスしたアプローチ』
- 2015年3月18日 日本ＩＲ研究学会 研究大会 於：一橋大学
  - 自由論題『企業と投資家の「目的を持った対話」とツールとしての統合報告の事例』報告
- 2015年11月28日 日本IR研究学会「会計IR研究会」 於：専修大学
  - 自由論題「非財務資本とエクイティ・スプレッドの同期化－エーザイの統合報告の事例－」報告
- 2017年7月1日 日本IR研究学会 研究大会 於：東京理科大学
  - 自由論題「非財務資本とエクイティ・スプレッドの同期化モデル」報告
- 2017年11月11日 日本IR研究学会「会計IR研究会」 於：専修大学
  - 自由論題「ROE経営と見えない価値」報告
- 2018年10月30日 アジア太平洋管理会計学会日本大会2018 APMAA 2018 Conference Tokyo CEO/CFO session 於：早稲田大学井深ホール
  - "Synchronization Model of on-financial Capital and Equity Spread"
- 2019年4月14日 日本IR研究学会「会計IR研究会」 於：一橋大学
  - 自由論題「エーザイのCFOポリシーと統合報告による訴求」報告
- 2019年7月13日 日本経営分析学会第36回年次大会 特別講演・公開講座 於 ：早稲田大学 国際会議場1階 井深大記念ホール
  - テーマ：「次世代のCEO、CFOに求められる力と人材教育」 基調講演
- 2020年12月5日 経営関連学会協議会 『公開シンポジウム：SDGs時代のESG経営と統合報告の展望』 於：専修大学
  - 「ESGと企業価値の関連性の訴求と統合報告：見えない価値を見える化するIIRC-PBRモデル」報告 経営関連学会協議会 (経営関連学会協議会 公開シンポジウム (経営関連学会協議会 公開シンポジウム 【2020年12月5日（土） 開催報告（記録）】 - 経営関連学会協議会 (jfmra.org)
- 2023年9月2日 日本会計研究学会 第82回大会@大阪公立大学 統一論題: 新しい資本主義と会計研究 基調報告: 人的投資 “柳モデルと雇用インパクト会計による人的資本の定量化の事例(柳良平)

## 国際会議・海外の大学等での講演・講義
- 2016年11月15日 ACGA Annual Conference講演 於：コンラッドホテル東京
- 2016年12月7日 IIRC/ICGN Joint-Conference Plenary（ロンドン）講演 於：ロンドンタワーホテル
- 2017年4月26日 RI Asia 2017講演 於：東京証券取引所
- 2018年2月28日 IIRC/ICGN Joint-Conference breakout講演 於：マンダリンオリエンタルホテル東京
- 2018年3月1日 IIRC/ICGN Joint-Conference Plenary講演 於：東京証券取引所
- 2018年4月10日 RI Asia 2018講演 於：東京証券取引所
- 2018年7月4日 大和日英基金 Daiwa Anglo-Japanese Foundation ロンドン講演 "Corporate Governance and Value Creation in Japan" http://dajf.org.uk/event/corporate-governance-and-value-creation-in-japan
- 2018年10月4日 ニューヨーク大学(Stern Business School）講義 "Corporate Governance and Value Creation in Japan"
- 2018年11月27日 英国商工会議所（BCCJ）講演 "Corporate Governance: Japan's Inconvenient Truth" 於：シャングリラホテル東京
- 2019年4月10日 RI Asia 2019講演? 於：東京ミッドタウン
- 2019年7月8日 World Economic Forum講演 "ESG ecosystem" 於：六本木ヒルズ
- 2019年11月12日 ハーバード大学講義 "Corporate Governance and Value Creation in Japan"
- 2020年6月2日 米国商工会議所（ACCJ）講演 "The 2nd Annual ACCJ Shareholder Forum"
- 2020年6月11日 Institutional Investor Speaker Series 2020 Inaugural Speech on "IIRC-PBR model"講演
- 2020年7月2日 International Corporate Governance Network (ICGN) "New Accountability Mechanisms in the Age of Stakeholder Capitalism"https://www.icgn.org/events/new-accountability-mechanisms-age-stakeholder-capitalism
- 2020年10月8日 ニューヨーク大学(Stern Business School）講義 "Unlock the value in Japan - in a bid to prove IIRC-PBR model"
- 2020年11月12日 Pensions & Investments 14th Global Pension Symposium 最終セッションパネル参加 http://www.cvent.com/events/14th-global-pension-symposium/event-summary-35f16fb113fd4ae4a4a5d8e0a5ff4a17.aspx
- 2020年12月9日 CFO Japan Summit 2020 （Marcus Evans主催） 基調講演「ステークホルダー資本主義新時代のCFOのアカウンタビリティ」於：椿山荘 CFO Japan Summit 2020 - marcus evans Summits
- 2021年2月25日 サステナブルブランド国際会議2021横浜 Breakout Session PWC パネル「サステナビリティ経営とプレ財務情報の可視化」登壇 サステナブル・ブランド国際会議 2021 横浜 (sustainablebrands.jp)https://www.sustainablebrands.jp/news/jp/detail/1201702_1501.html
- 2021年5月21日 RI Japan 2021 panel オンライン テーマ別探求5：Responsible Company：ESGのベストプラクティスと効果的なコミュニケーション
- 2021年7月7日 IMA（米国管理会計士協会）ESG: Eisai and IMA: Free webinar: ESG Updates from Eisai and IMA - Tokyo Chapter (imanet.org) https://tokyo.imanet.org/events/eventdescription?CalendarEventKey=60352fc8-8385-4a96-8331-2be676a73e94&CommunityKey=7c894bbb-0d3c-4060-8021-e7871dfe3a13&Home=%2Fhome&ssopc=1
- 2021年10月8日 GSG Global Summit 2021 Townhall with Sir Ronald Cohenに登壇 https://web.cvent.com/event/1a85b365-bdff-4753-bb64-93e1dc9b97b1/summary Day3 ハイライトに選出。
- 2021年12月7日 Value Reporting Foundation annual symposium 2021にDay 2 Keynote Speakerとして登壇、プレゼンとパネル参加 Symposium - The Value Reporting Foundation Symposium - https://www.valuereportingfoundation.org/symposium/
- 2021年12月13日 G7 Impact Task Force Report 発表会 Workstream A の英国政府あて報告書で、柳モデルとエーザイの従業員インパクト会計が採択
- 2022年5月25日 RI Japan 2022 panel 円卓会議 チーフ・ファイナンシャル・オフィサー The Japan Times
- 2022年7月14日 ICGN Japan Forum 2022 Social priorities: enhancing a company’s most valuable assets パネリストとして参加して、柳モデルを紹介
- 2023年10月2日 Japan Weeks 日経サステナブルフォーラム

第1回NIKKEI知財・無形資産シンポジウム登壇 非財務資本と企業価値を繋ぐ柳モデルとインパクト会計
・2024年2月21日サステナブルブランド国際会議2024東京”非財務価値の顕在化”パネリスト参加”柳モデルとインパクト会計”
・2025年5月15日 Social Impact Day 2025 Japan by SIMI/VBA パネルディスカッション参加。Value Balancing AllianceのChristian Heller CEOとインパクト会計と柳モデルの相互補完性を議論。

## テレビ出演
- 日経プラス10：多数出演
- 日経CNBC：多数出演
- 日経スペシャル「小谷真生子のSDGsミライ」：2020年3月、2021年6月出演
- BSテレビ東京「一柳良雄が問う日本の未来」2021年12月11日対談 一柳良雄が問う 日本の未来(ＢＳテレ東)の番組情報ページ | テレビ東京・ＢＳテレ東 7ch(公式) (bs-tvtokyo.co.jp)
- BSテレビ東京「一柳良雄が問う日本の未来」2022年3月19日放送 一2021年度下半期総集編対談4選 テレビ東京・ＢＳテレ東 7ch(公式) (bs-tvtokyo.co.jp)
- テレビ東京モーニングサテライト CFO参上 （塩田真弓キャスター）2021年12月29日配信
- テレビ東京モーニングサテライト 2022年1月13日放送 CFO参上（塩田真弓キャスター）
- テレビ東京モーニングサテライト

2022年10月20日放送開始
塩田真弓キャスター
“ESG大解剖”準レギュラー
生出演: 2022年10月20日 柳モデル、2022年11月18日 投資家アンケート、2022年12月22日 柳モデルと人的資本、2023年1月19日 日清食品の柳モデル適用事例、2023年2月16日 インパクト会計、2023年3月16日 パーパス経営とESG、全6回。

## 関連人物
- 清水孝, 川北英隆